# Macrostylis mariana
Macrostylis mariana is een pissebed uit de familie Macrostylidae. De wetenschappelijke naam van de soort is voor het eerst geldig gepubliceerd in 1993 door Mezhov.